# Limburger
Limburger er en tysk, men oprindeligt belgisk halvfast ost, der fremstilles af pasteuriseret komælk. Trods sin karakteristiske stærke aroma, der undertiden sammenlignes med kropslugt, er smagen mild.
Limburger-osten blev fremstillet første gang i Hertugdømmet Limburg i 1800-tallet. Området er i dag delt mellem Belgien, Tyskland og Nederlandene. 
Osten passer godt til rugbrød og løg. Den stærke lugt skyldes til dels, at ostene under modningen jævnligt vaskes i en mild saltlage indeholdende rødkitbakterier (brevibacterium linens), hvilket forhindrer at uønskede bakterier og skimmelsvamp angriber dem. Det får enzymer til at nedbryde proteinerne i osten.